# Judith Allen
Judith Allen est une actrice américaine, née le 28 janvier 1911 à New York (État de New York) et morte le 5 octobre 1996 à Yucca Valley (Californie).

## Biographie
Elle commence une carrière de modèle en 1911, puis tourne dans divers films, avec des réalisateurs aussi divers que Henry Hathaway et Cecil B DeMille.

## Filmographie

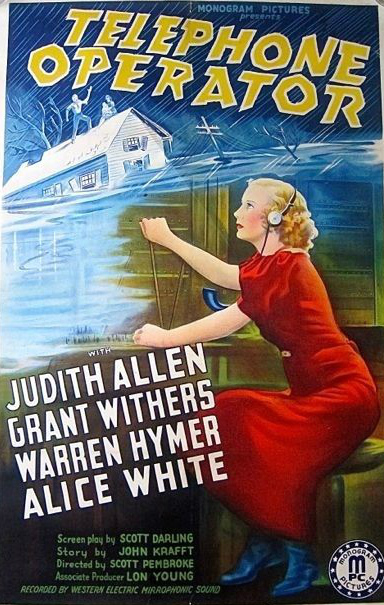
Judith Allen à l'affiche de Telephone Operator en 1937

- 1933 : La Ruée fantastique (Thundering Herd) de Henry Hathaway : Milly Fayre
- 1933 : Le Démon des eaux troubles (Hell and High Water) de Samuel Fuller : Sally Driggs
- 1933 : La Loi de Lynch (This Day and Age) de Cecil B. DeMille : Gay Merrick
- 1933 : Too Much Harmony de A. Edward Sutherland : Ruth Brown
- 1934 : La Parade du rire (The Old Fashioned Way) de W. C. Fields : Betty McGonigle / Agnes Dowton in 'The Drunkard'
- 1934 : Young and Beautiful de Joseph Santley : June Dale
- 1934 : Night Alarm (en) de Spencer Gordon Bennet : Helen Smith
- 1934 : Shirley aviatrice (Bright Eyes) de David Butler : Adele Martin
- 1934 : Marrying Widows de Sam Newfield : The Widow
- 1934 : Dancing Man d'Albert Ray : Diane Trevor
- 1934 : She Loves Me Not d'Elliott Nugent : Frances Arbuthnot
- 1934 : The Witching Hour de Henry Hathaway : Nancy Brookfield
- 1934 : Les Écumeurs de la nuit (Men of the Night) de Lambert Hillyer : Mary Higgins
- 1935 : L'Amour est maître (The Healer) de Reginald Barker : Joan Bradshaw
- 1935 : Burning Gold (en) de Sam Newfield : Caroline 'Carrie' Long
- 1935 : Behind the Green Lights (en) d'Otto Brower : Mary Kennedy
- 1935 : Reckless Roads de Burt P. Lynwood : Edith Adams
- 1936 : Beware of Ladies d'Irving Pichel : Betty White
- 1937 : Le Champion (Boots and Saddles) de Joseph Kane : Bernice Allen
- 1937 : Git Along Little Dogies (en) de Joseph Kane : Doris Maxwell
- 1937 : Telephone Operator (en) de Scott Pembroke : Helen Molly
- 1937 : Texas Trail (en) de David Selman (en) : Barbara Allen
- 1937 : It Happened Out West de Howard Bretherton : Ann Martin
- 1937 : Bill Cracks Down (en) de William Nigh : Elaine Witworth
- 1937 : Navy Spy de Crane Wilbur : Anno Novna
- 1938 : The Port of Missing Girls (en) de Karl Brown : Della Mason
- 1938 : Tough Kid d'Howard Bretherton : Ruth Lane
- 1939 : Femmes (film) (The Women) de George Cukor : Corset Model (non crédité)
- 1939 : Four Girls in White (en) de S. Sylvan Simon : une infirmière (non crédité)
- 1940 : Phantom Raiders de Jacques Tourneur :
- 1940 : Sky Murder (en) de George B. Seitz : 'Ruffles' Macklin
- 1940 : Framed d'Harold D. Schuster : Gwen Porter
- 1950 : Again Pioneers de William Beaudine : Mrs. Barnes
- 1950 : Train to Tombstone de William Berke : Belle Faith
- 1950 : J'ai tué Billy le Kid (I Shot Billy the Kid) de William Berke : Mrs. Alec McSween
- 1952 : L'Ivresse et l'Amour (Something to Live For) de George Stevens